# Georg Martin Thomas
Georg Martin Thomas (* 12. Februar 1817 in Ansbach; † 24. März 1887 München) war Philologe, Historiker und Reichstagsabgeordneter.

## Leben
Georg Martin Thomas war der Sohn eines aus Schlesien stammenden protestantischen Schneiders. Er besuchte das Gymnasium in Ansbach. Ab 1835 besuchte er die Universität München, 1837 wechselte er an die Universität Leipzig, wo er promoviert wurde. Er kehrte im selben Jahr nach München zurück, bestand dort die philologische Staatsprüfung mit der Note 1 und dem Prädikat „ausgezeichnet“ und habilitierte 1841 mit einer Arbeit „Commentatio de Aristophanis avibus“.
1842 erhielt er eine Lehrstelle am königlichen Kadettencorps, 1845 wurde er zum Professor berufen. Dieses Lehramt übte er bis zum Jahr 1856 aus und war dann an der königlichen Hof- und Staatsbibliothek in München tätig, der er bis zur Pensionierung 1877 angehörte. In dieser Zeit veröffentlichte er historische Schriften insbesondere zur Geschichte Venedigs und wurde 1848 außerordentliches und 1856 ordentliches Mitglied der Bayerischen Akademie der Wissenschaften. Ab 1866 war er korrespondierendes Mitglied der Russischen Akademie der Wissenschaften in Sankt Petersburg.
1871 wurde er als Abgeordneter des Wahlkreises Mittelfranken 3, zu dem auch seine Heimatstadt Ansbach gehörte, für die Nationalliberale Partei in den Reichstag gewählt, dem er bis 1874 angehörte.

## Werke (Auswahl)
- mit Gottlieb Lukas Friedrich Tafel (Hrsg.): Urkunden zur älteren Handels- und Staatsgeschichte der Republik Venedig, Wien 1856 (Digitalisat).
- Commission des Dogen Andreas Dandolo für die Insel Creta vom Jahre 1350, München 1877. (Digitalisat beim Münchener Digitalisierungszentrum)
- Diplomatarium Veneto-Levantinum sive Acta et Diplomata Res Venetas Graecas atque Levantis illustrantia. 2 Bände, Venedig 1880/99, Nachdruck New York 1966.